# Südermarkt
Der Südermarkt (dänisch: Søndertorv) ist einer der beiden Hauptmarktplätze in der Flensburger Innenstadt.

## Geschichte

### Der Südermarkt in der Vergangenheit
Mit der Gründung des Kirchspiels Sankt Nikolai an der Flensburger Förde ungefähr im Jahr 1200 – es ist eine der Gründungssiedlungen Flensburgs – entstand wohl auch bald darauf der Marktplatz Südermarkt. Von Friesland nach Angeln hatte sich offenbar zuvor eine Art Fernstraße entwickelt, die am Marktstandort vorbei verlief. Auf der Südseite des Marktstandortes verliefen als Teil dieser Verbindung, die Angelburger Straße in Richtung Osten und die Friesische Straße in Richtung Westen. Seine eckige Grundgestalt dürfte der Südermarkt spätestens mit der Errichtung der kleineren, ursprünglichen Nikolaikirche, die irgendwann vor dem Jahr 1332 errichtet worden war, erhalten haben. Mit dem Baubeginn der heutigen, größeren Nikolaikirche, ungefähr im Jahre 1390, veränderte sich diese Form somit nicht mehr wesentlich. Unterhalb der Kirche, an der nordöstlichen Ecke des Platzes, lag wohl schon damals die kurze Straße Katsund, die in den Holm mündete, eine Straße die bis zum Thingplatz weiterführte.
Am 3. Mai 1485 wurde der südliche Teil der Stadt durch eine Feuersbrunst zerstört. Auch der Südermarkt war betroffen. Noch im selben Jahr fand der Wiederaufbau und Ausbau der Nikolaikirche statt. Im Südwesten des Platzes wurde um 1490 der heute älteste Profanbau der Stadt errichtet, heute bekannt als Nikolai-Apotheke. Anfang des 17. Jahrhunderts wurde ein Brunnen mit einem viereckigen Brunnenkasten und vier Abflussröhren. Der Brunnen bestand bis ins 19. Jahrhundert hinein.
Im 18. Jahrhundert wurden Ochsen auf dem sogenannten Ochsenmarkt, der sich bei der Exe befand, gehandelt. Die Pferde wurden auf dem Südermarkt gehandelt. Bis ins 18. Jahrhundert stand auf dem Südermarkt noch der Kaakmann, eine Büttelsfigur aus Kupfer, die heute im Museumsberg Flensburg steht. Die erwähnte Straße Katsund existiert heute offiziell nicht mehr. Sie wurde zum Ende des 19. Jahrhunderts der Straße, die ihren Verlauf fortsetzte, dem Holm hinzugefügt. Die Häuser der Westseite von Katsund wurden bald darauf abgebrochen. Kurze Zeit nach dem Abbruch von Katsund, im Jahre 1903 wurde der Bismarckbrunnen von Helmuth Schievelkamp errichtet, der in der Zeit des Nationalsozialismus wieder verschwand. Zum Ende des Zweiten Weltkrieges wurde Flensburg von britischen Einheiten besetzt. Seit dem 13. Mai 1945 wurden die von der englischen und amerikanischen Militärbehörde erlassenen Verordnungen und Gesetze am Südermarkt sowie am Nordermarkt auf großen Tafeln veröffentlicht. Derweil befand sich noch im Vorort Mürwik weiterhin die letzte Reichsregierung. 1979 wurde auf der Ostseite der Kirche, also unterhalb des Chores, eine Plattform errichtet. Von dieser Plattform kann man den gesamten Platz überblicken. Bei Veranstaltungen dient sie zudem als Rathausbalkonersatz.

### Der Südermarkt heutzutage
Auf dem Südermarkt findet heutzutage zweimal wöchentlich, Mittwoch und Samstag, der Wochenmarkt statt. Von März bis Oktober ist hier jeden ersten und dritten Donnerstag im Monat ein Flohmarkt zuhause. Ab Ende November befinden sich dort Buden und Stände des Flensburger Weihnachtsmarktes, der bis zum Nordermarkt reicht. In dem erwähnten Haus, das um 1490 errichtet wurde, befindet sich heute eine Apotheke. An der Nordostseite des Platzes befindet sich heute der Haupteingang zur Flensburg-Galerie, der größten Einkaufspassage der Stadt.

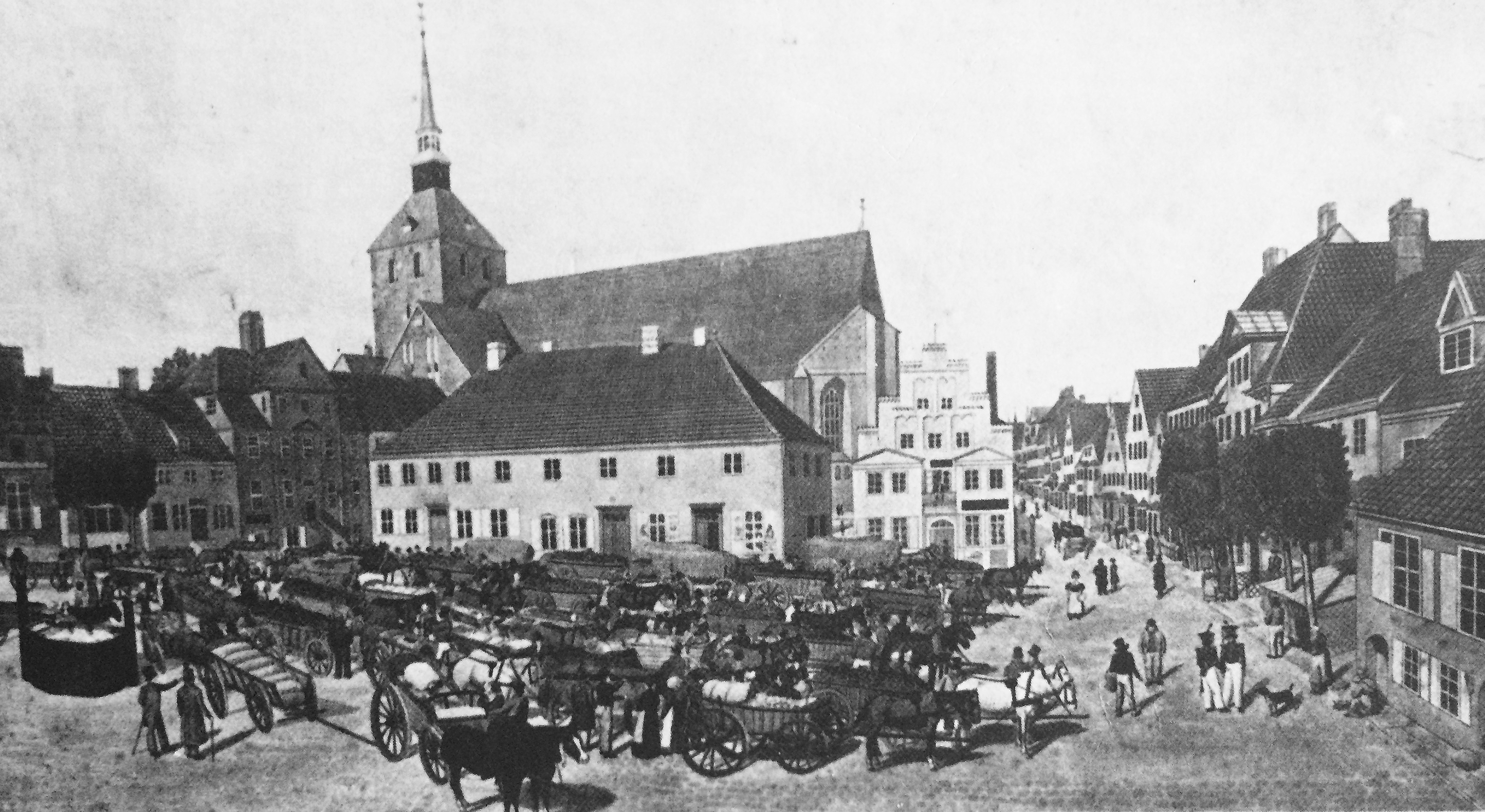
Ein Abdruck des Aquarells des Südermarktes in Flensburg um 1830 von dem Maler Friedrich Wilhelm Otte.
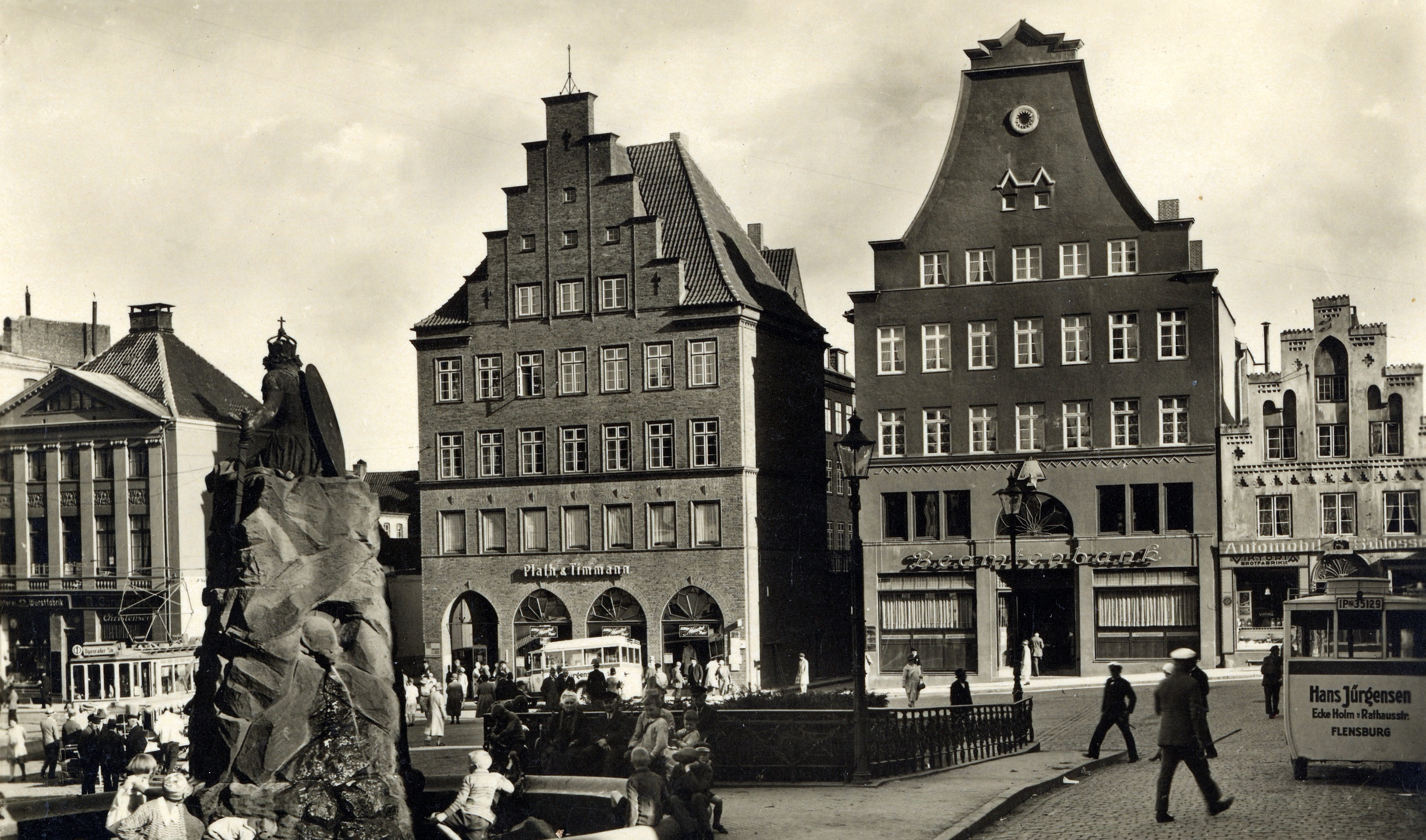
Südseite: Südermarkt Anfang der 1930er Jahre mit Bismarckbrunnen im Vordergrund
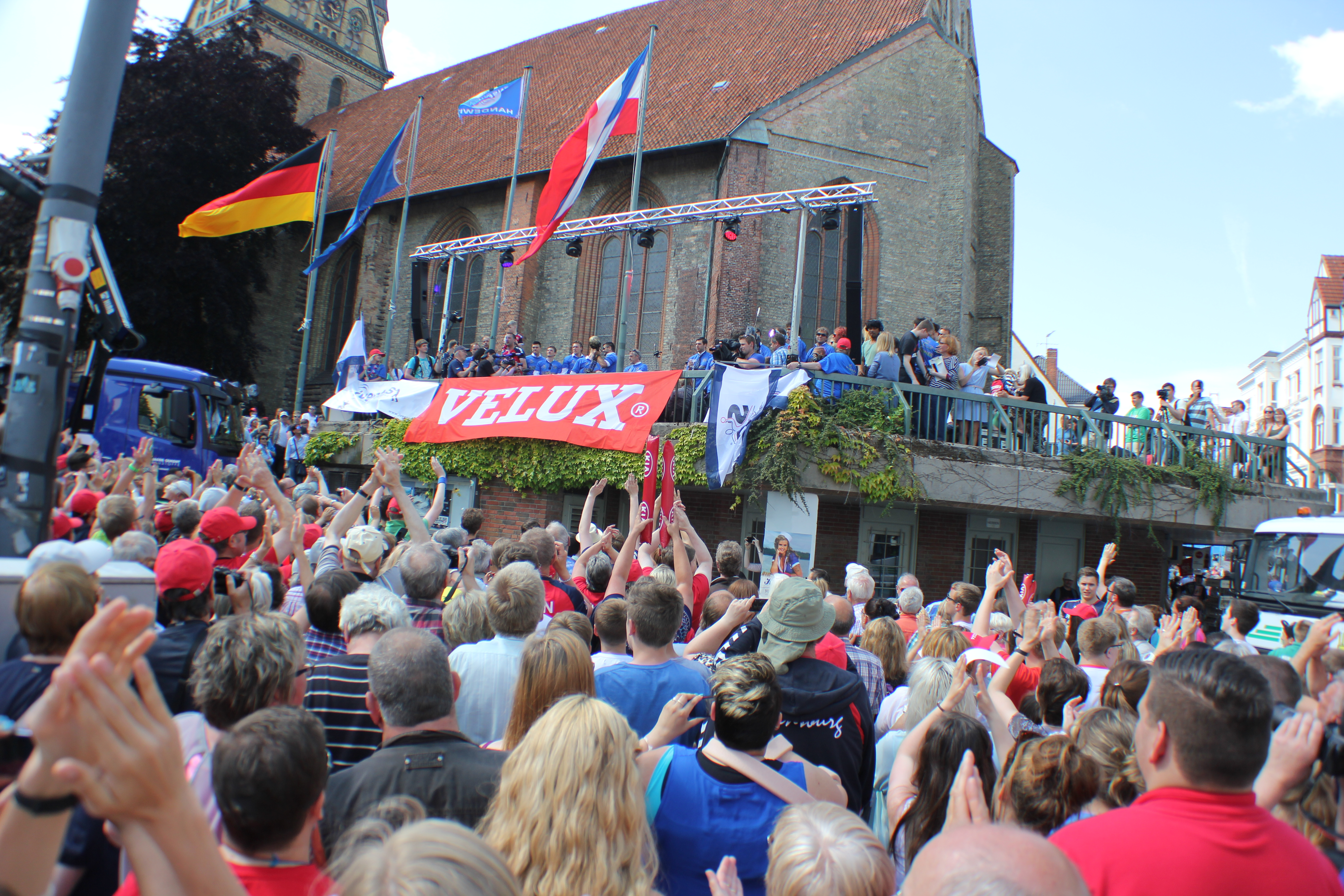
Nordseite: Siegesfeier für die SG Flensburg-Handewitt zum Gewinn der EHF Champions League 2014
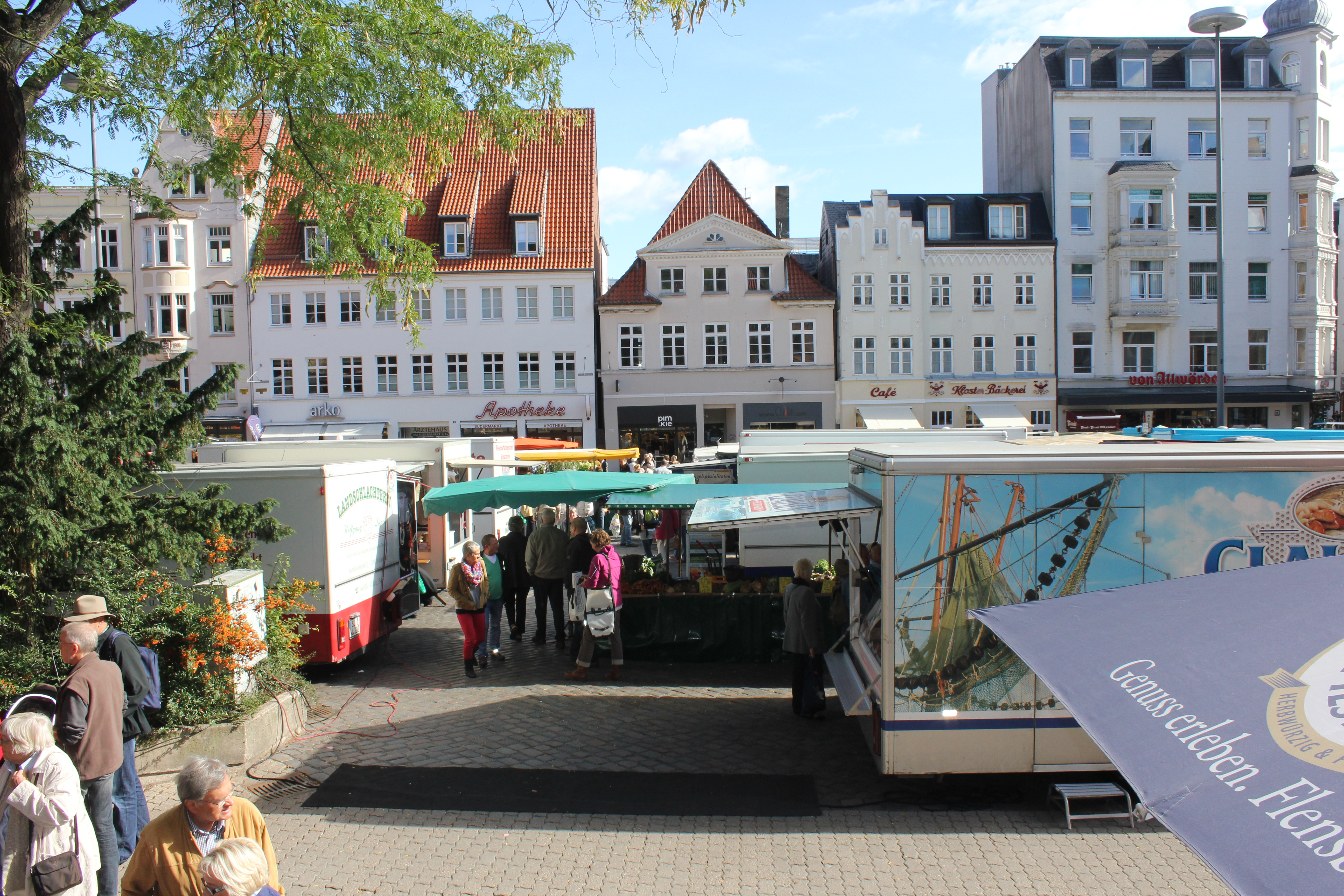
Ostseite: Blick auf den Wochenmarkt und eine Geschäftszeile (2013)
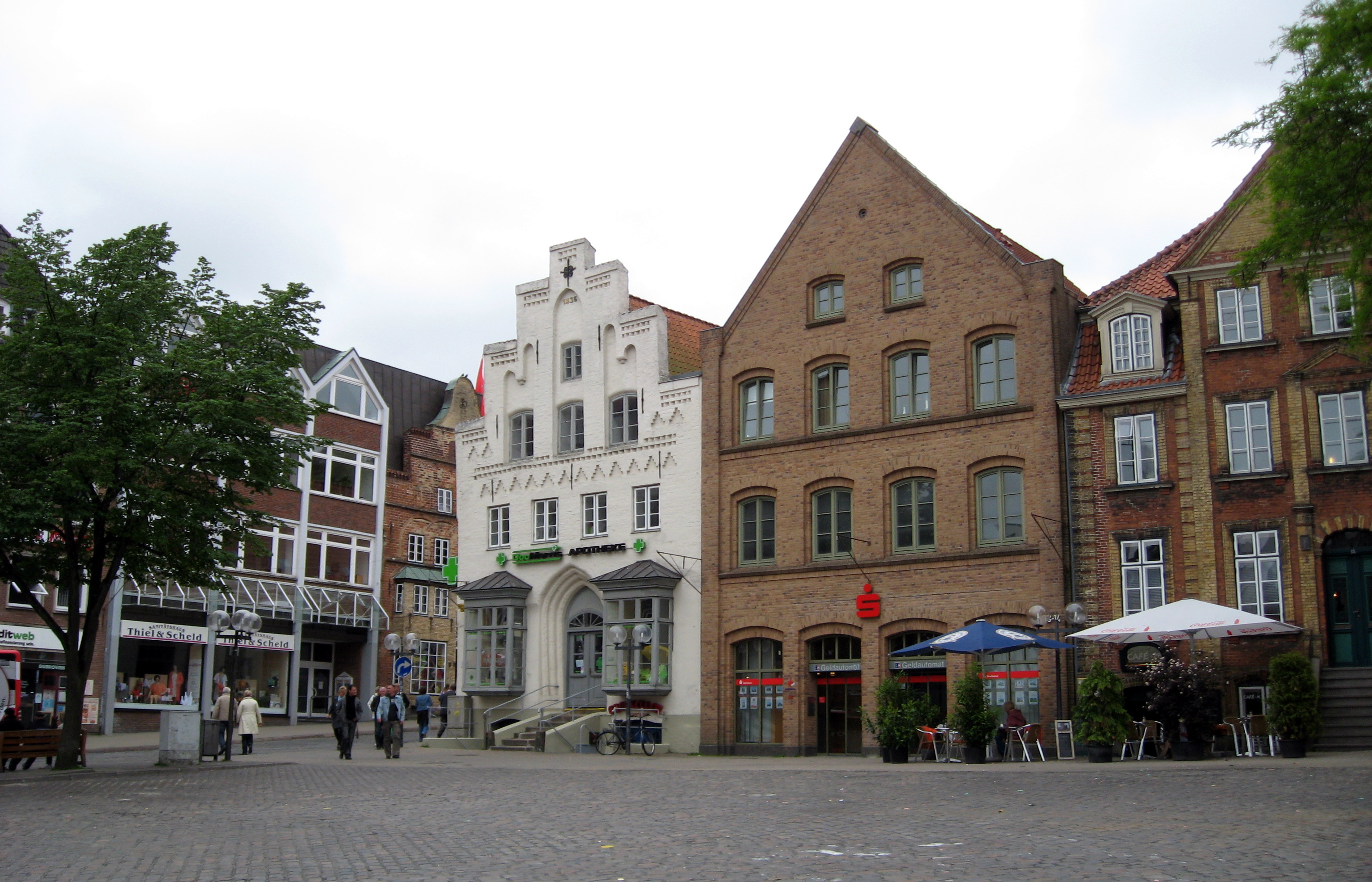
Westseite: Nikolai-Apotheke in Flensburgs ältestem Profanbau von ca. 1490 und Nospa-Geldautomat (2010)
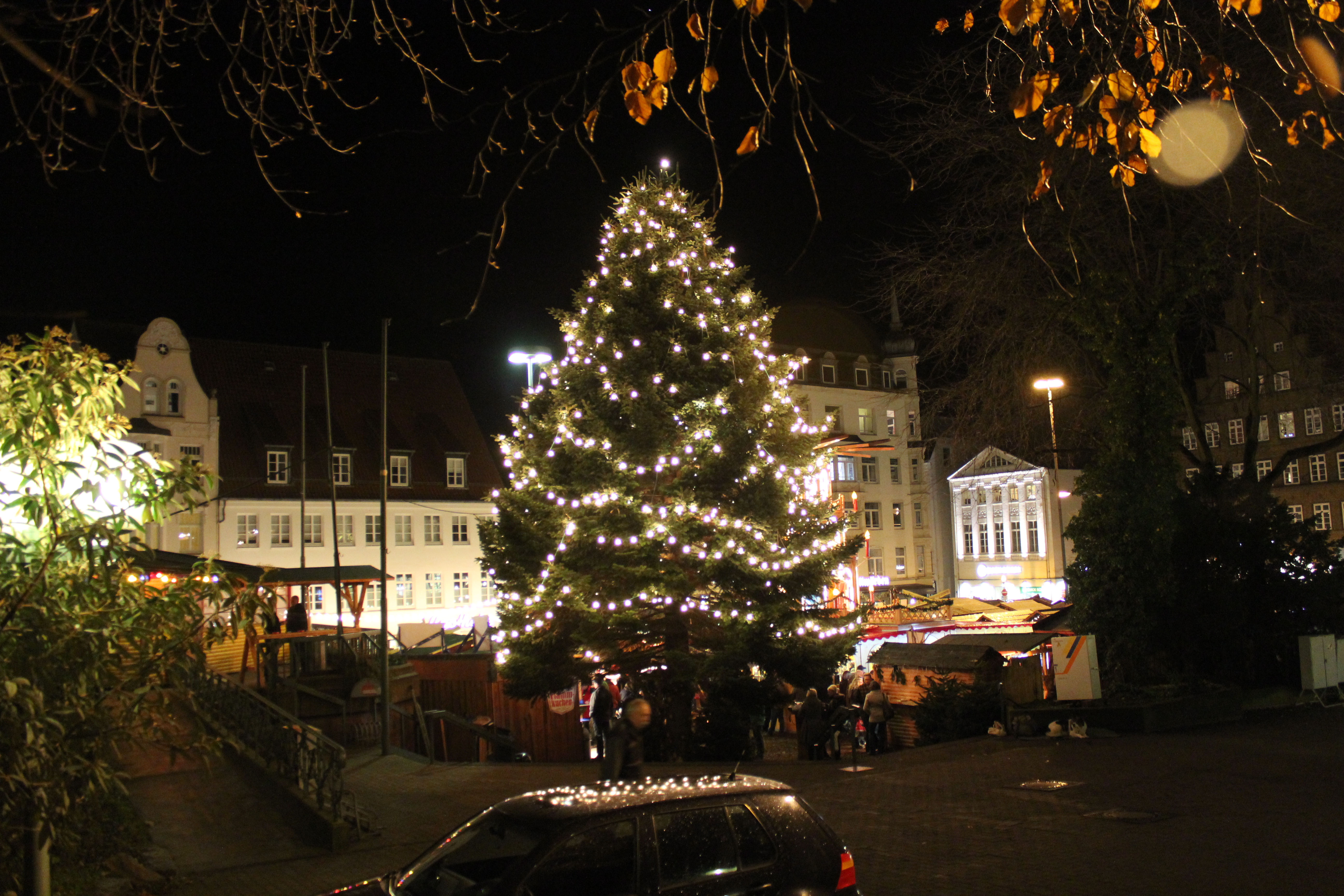
Weihnachtsmarkt auf dem Südermarkt (2011)

## Weitere Bebauung
Neben der geschichtlich erwähnten Bebauung existieren heute noch weitere Gebäude am Platz.
- Hauptpastorat der Nikolaikirche, auf der Westseite des Platzes.
- Wohn- und Geschäftshaus Holm 63, auf der Ostseite des Platzes, errichtet 1908 von Karl Bernt. Am Gebäude ist das Wappen der Reepschlägerfamilie Landt verewigt (vgl. Straßenstück Katsund).

## Bedeutsame Ereignisse auf dem Südermarkt
- 1914: Ein häufig verwendetes Foto zur Illustration des Kriegsausbruches und der damaligen Situation in Flensburg[21][22] zeigt den Südermarkt auf dem verschiedene Wagen stehen. Neben ihnen Soldaten und am Rande des Platzes offenbar eine ganze Anzahl von Bürgern. Die Wagen dienten wohl der Materialbeschaffung durch die Soldaten.[23]
- 2000: Schleswig-Holsteins Ministerpräsidentin Heide Simonis und Bundeskanzler Gerhard Schröder sprechen zum Landtagswahlkampf von Schleswig-Holstein des Jahres 2000 auf dem Südermarkt.[24]
- 2002: Der ehemalige Bundeskanzler Helmut Kohl spricht im Zuge des Bundestagswahlkampfes 2002 auf dem Platz.
- 2005: Bundeskanzlerkandidatin Angela Merkel spricht im Rahmen der vorgezogenen Bundestagswahl 2005 auf dem Südermarkt.[25]
- 2009: Bundeskanzlerin Angela Merkel, Schleswig-Holsteins Ministerpräsident Peter Harry Carstensen und der Präsident des Europäischen Parlamentes Hans-Gert Pöttering sprechen zur Europawahl 2009 auf dem Marktplatz.[26]
- 2012: Bundeskanzlerin Angela Merkel spricht 2012 im Rahmen der Landtagswahl in Schleswig-Holstein 2012 auf dem Platz.
- 2014: Die SG Flensburg-Handewitt feiert ihren Champions-League-Sieg auf dem Südermarkt.